# Rioka Kanda
Rioka Kanda (神田莉緒香, Kanda Rioka, Urayasu a Prefectura de Chiba, 26 de marzo de 1992), conocida como Kandari, es una cantautora, personalidad de radio y actriz de Japón.
El 26 de marzo de 2019, Rioka Kanda celebró un concierto solo en vivo a ZeppDiverCityTokyo en Tokio. Este concierto fue el mayor actuación para ella entonces. Ella emite un vídeo transmitido en vivo, "KANDAFUL TV," a través de TwitCasting y YouTube de 22:00 (JST) una hora cada dos miércoles.
Ella empezó su programa de radio, "KANDAFUL RADIO," en octubre de 2015, que radia Nippon Broadcasting System de 0:50 a 1:00 (JST) los lunes.
Ella escribe artículos, "Kanda Rioka no Kanjitari, Manandari (「神田莉緒香の感じたり、学んだり」)," para una revista japonesa, BARFOUT!, desde junio de 2017.